# San Tarcisio
Tarcisio (o Tarsicio; Roma, 263 circa – Roma, 275) è stato un cristiano che subì il martirio in giovanissima età. È venerato come santo dalla Chiesa cattolica.
È stato il primo cristiano a morire per proteggere l'Eucaristia.

## Biografia
Di lui si sa soltanto quel che ne racconta un'epigrafe fatta porre da papa Damaso I sul suo sepolcro. Giovinetto romano, fu aggredito mentre portava l'eucaristia a cristiani imprigionati durante la persecuzione di Aureliano. Egli strinse al petto l'eucaristia, per non farla cadere nelle mani degli assalitori; costoro, esasperati, non riuscendo a strappargliela, lo uccisero.
Secondo il racconto agiografico egli venne ucciso da alcuni suoi coetanei che insospettiti dal suo non volersi fermare con loro a giocare e da qualcosa che teneva nascosto al petto cominciarono prima a prenderlo in giro, poi a provocarlo, infine, una volta accortisi che era cristiano e portava con sé l'eucaristia, a picchiarlo selvaggiamente. L'intervento del legionario romano Quadrato, anch'egli cristiano, servì a liberarlo dalle mani dei suoi aggressori, ma Tarcisio era ormai esanime. «Mentre un gruppo di malvagi si scagliava su Tarcisio volendo profanare l'Eucaristia da lui portata, egli, colpito a morte, preferì perdere la vita piuttosto che consegnare ai cani rabbiosi le membra celesti di Cristo»: sono le parole scritte nelle catacombe di san Callisto a Roma e che, giunte a noi attraverso varie testimonianze, ci raccontano proprio di Tarcisio.
Le sue spoglie riposano in una urna posta all'interno della Basilica di San Domenico Maggiore a Napoli sotto il Tabernacolo.

## Culto
Il suo culto riprese vigore nell'Ottocento in seguito alla pubblicazione del romanzo di Nicholas Wiseman Fabiola o la Chiesa delle catacombe.
San Tarcisio è il patrono dei ministranti. Da ciò deriva il nome «tarcisiana» per l'abito tradizionale dei chierichetti.
La sua memoria liturgica si celebra il 15 agosto.